# مديرية الحد

تعديل مصدري - تعديل

مديرية الحد إحدى مديريات محافظة لحج في اليمن. بلغ عدد سكانها 53159 نسمة عام 2004.

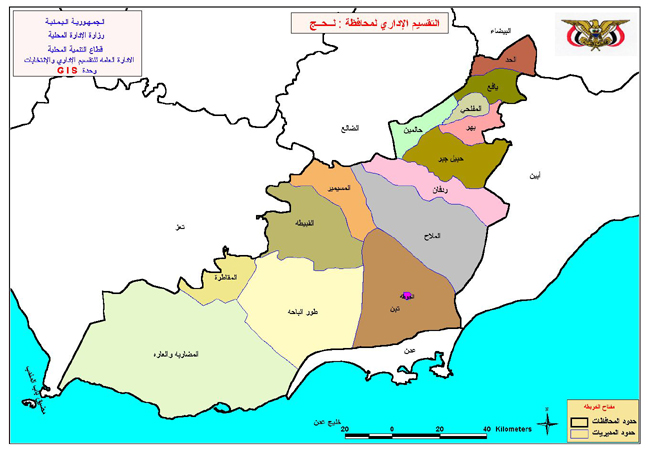
موقع مديرية الحد في محافظة لحج

أبرز القرى والمناطق: بني بكر، خلاقة، ريو، الشرف، الفردة، الجناب، الحصن، الدرب، قطنان، العواكب،آل الحيد.